# Kreis Schwetz
Der Kreis Schwetz war ein von 1818 bis 1920 bestehender preußischer Landkreis im Regierungsbezirk Marienwerder. Mit diesem gehörte er zur Provinz Westpreußen, zwischenzeitlich von 1829 bis 1878 zur Provinz Preußen. Er lag am westlichen Ufer der Weichsel in dem Teil von Westpreußen, der nach dem Ersten Weltkrieg durch den Versailler Vertrag 1920 an Polen fiel. Seine Kreisstadt war Schwetz. Von 1939 bis 1945 war der Kreis im vom Deutschen Reich besetzten Polen unter dem Namen Landkreis Schwetz (seit 1942 Landkreis Schwetz (Westpr.)) als Teil des neu eingerichteten Reichsgaus Danzig-Westpreußen nochmals errichtet. Heute liegt das ehemalige Kreisgebiet in der polnischen Woiwodschaft Pommern.

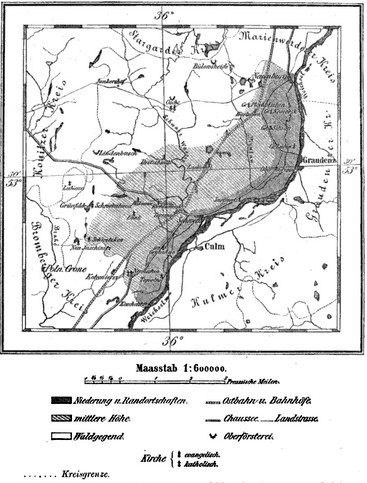
Umrisse des Schwetzer Kreises um 1820, nach Friedrich Bernhard Engelhardt (1768–1854)

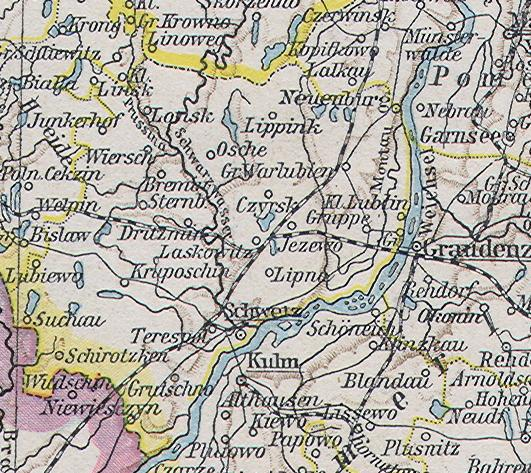
Der Kreis Schwetz auf einer Landkarte von 1890

Die Provinz Westpreußen 1919
Regierungsbezirk Danzig
Regierungsbezirk Marienwerder

## Geschichte
Nach vorheriger Zugehörigkeit zum  Deutschordensstaat wurde die Region mit  dem Gebiet des Kreises Schwetz 1466 Teil des autonomen Preußen Königlichen Anteils, das vom Orden abgefallen war und sich freiwillig unter die Schirmherrschaft der Polnischen Krone begeben hatte.  Das Gebiet des Kreises Schwetz kam durch die erste polnische Teilung 1772 zu Preußen und gehörte bis 1818 zum Kreis Konitz, der damals den gesamten südlichen Teil von Pommerellen umfasste. Durch die preußische Provinzialbehörden-Verordnung vom 30. April 1815 und ihre Ausführungsbestimmungen kam das Gebiet zum neuen Regierungsbezirk Marienwerder der neuen Provinz Westpreußen. Im Rahmen einer umfassenden Kreisreform im Regierungsbezirk Marienwerder wurde zum 1. April 1818 der neue Kreis Schwetz gebildet. Er umfasste die Stadt und die Intendantur Schwetz, die Stadt und den größten Teil des Amtes Neuenburg, sechs Ortschaften der Intendantur Graudenz sowie 98 adlige Güter. Sitz des Landratsamtes des neuen Kreises wurde die Stadt Schwetz.
Aufgrund der Bestimmungen des Versailler Vertrags musste das Kreisgebiet am 10. Januar 1920 an Polen abgetreten werden. Im Polnischen Korridor bestand das Kreisgebiet als Powiat Świecki (Schwetzer Kreis) fort.
Nach dem Überfall auf Polen 1939 und der völkerrechtswidrigen Annexion des Territoriums durch das Deutsche Reich wurde der Kreis am 26. November 1939 Teil des neuen Regierungsbezirks Bromberg im neu gebildeten Reichsgau Westpreußen – später Danzig-Westpreußen. Seit dem 25. Juni 1942 trug der Landkreis den Namen Schwetz (Westpr.). Gegen Ende des Zweiten Weltkriegs wurde das Kreisgebiet im Frühjahr 1945 durch die Rote Armee besetzt und wieder Teil Polens. Soweit die deutschen Bewohner nicht geflohen waren, wurden sie in der Folgezeit größtenteils von den örtlichen polnischen Verwaltungsbehörden aus dem Kreisgebiet vertrieben.

## Bevölkerung
Die Einwohnerzahl des Kreises in ungefähren Zehnjahresabständen:
Im Folgenden eine Übersicht mit offiziellen Angaben zu Einwohnerzahl, Konfessionen und Sprachgruppen:
| Jahr                                          | 1821                 | 1831                 | 1840                 | 1852                 | 1861                 | 1871                 | 1880 | 1890                 | 1900                 | 1910                 |
| Einwohner                                     | 37.076               | 41.660               | 51.380               | 60.847               | 64.958               | 73.609               | ?    | 78.487               | 82.815               | 89.712               |
| Evangelische Katholiken Juden                 | 18.223 17.493 00.340 | 19.677 20.448 00.526 | 24.786 24.896 00.693 | 29.562 29.172 01.251 | 31.059 31.584 01.426 | 33.600 37.728 01.542 |      | 32.473 44.146 01.242 | 32.664 48.550 00.970 | 35.916 52.376 00.719 |
| deutschsprachig zweisprachig polnischsprachig |                      | 23.718 – 17.942      |                      | 33.052 – 27.795      | 34.648 – 30.310      |                      |      | 37.328 01.132 40.015 | 37.021 01.326 44.428 | 42.233 02.673 44.792 |

## Politik

### Landräte
- 1818–182300Karl Wilhelm Gerdes
- 1823–182700von Lewinski
- 1827–182900Sartorius von Schwanenfeld
- 1829–185000Raimund von Pape
- 1850–186700Richard Wegner (1815–1894)
- 1867–187000Hans von Zedlitz-Leipe
- 1870–187400Wilhelm Woldeck von Arneburg (1838–1877)
- 1874–189700Gustav Gerlich
- 1897–190300Hans Grashoff (1862–1938)
- 1903–191600Gustav Adolf von Halem (1870–1932)
- 1916–191900Friedrich Frankenbach (1884–1942) (vertretungsweise)
- 1919–192000Werner Zschintzsch (1888–1953) (kommissarisch)

### Kommunalverfassung
Der Kreis Schwetz gliederte sich in die Städte Neuenburg i. Westpr. und Schwetz, in Landgemeinden und selbstständige Gutsbezirke.

### Reichstagswahlen
Im Deutschen Reich bildete der Kreis Schwetz den Reichstagswahlkreis Marienwerder 5. Dieser Wahlkreis war bei allen Reichstagswahlen zwischen deutschen und polnischen Kandidaten umkämpft. Die jeweiligen Sieger setzten sich stets nur mit knappen Mehrheiten durch:
- 187100 Gustav Gerlich, Nationalliberale Partei
- 187400 Erasmus von Parczewski, Polnische Fraktion
- 187700 Franz August von Gordon, Deutschkonservative Partei
- 187800 Franz August von Gordon, Deutschkonservative Partei
- 188100 Boleslaw von Kossowski, Polnische Fraktion
- 188400 Franz August von Gordon, Deutschkonservative Partei
- 188700 Otto Holtz, Freikonservative Partei
- 189000 Otto Holtz, Freikonservative Partei
- 189300 Otto Holtz, Freikonservative Partei
- 189800 Otto Holtz, Freikonservative Partei
- 190300 Otto Holtz, Freikonservative Partei
- 190700 Julian von Saß-Jaworski, Polnische Fraktion
- 191200 Gustav Adolf von Halem, Freikonservative Partei

## Städte und Gemeinden
1912 umfasste der Kreis Schwetz die beiden Städte Neuenburg i. Westpr. und Schwetz sowie 151 Landgemeinden:
| - Adlig Salesche - Alt Jasnitz - Alt Marsau - Altfließ - Andreasthal - Bagniewo - Bechau - Biechowo - Blondzmin - Brachlin - Branitz - Brattwin - Bresin - Briesen - Bukowitz - Buschin - Butzig - Christfelde - Czemnik-Wenglarken - Deutsch Lonk - Deutsch Westphalen - Dragaß - Dritschmin - Drosdowo - Dubelno - Dulzig - Ehrenthal - Eibenhorst - Eichenhorst - Espenhöhe - Espenwerder - Flötenau - Franzdorf - Friedrichsdank - Fünfmorgen - Gatzki - Gellen - Gellenhütte - Grabowko | - Groddeck - Groß Deutsch Konopath - Groß Kommorsk, Bauerndorf - Groß Kommorsk, Käthnerdorf - Groß Lonk - Groß Lubin - Groß Plochotschin - Groß Sanskau - Groß Sibsau - Groß Westphalen - Groß Zappeln - Gruppe - Grutschno - Hardenberg - Hasenau - Heinrichsdorf - Helenenfelde - Hilmarsdorf - Jeschewo - Jeziorken - Johannisberg - Julienfelde - Julienhof - Jungen - Jungensand - Junkerhof - Karlshorst - Klein Deutsch Konopath - Klein Kommorsk - Klein Lubin - Klein Plochotschin - Klein Sanskau - Klein Sibsau - Klein Taschau - Klein Zappeln - Kommerau - Königlich Glugowko - Königlich Salesche - Königsdank | - Konschütz - Korritowo - Koselitz - Kossowo - Kranichsfelde - Kruposchin - Krusch - Kurland - Laski - Laskowitz Bahnhof - Lianno - Lichtenhain - Liedkesfelde - Linsk - Lipnitz - Lippink - Lonsk - Lonskipietz - Lowinneck - Lubau - Lubiewo - Lubsee - Ludwigsthal - Luschkowo - Maleschechowo - Michelau - Miedzno - Mischke - Montau - Mukrz - Neu Jaschinnitz - Neu Klunkwitz - Neu Marsau - Neuenburg i. Westpr., Stadt - Neunhuben - Neusaß-Treul - Nieder Sartowitz - Niedwitz - Osche | - Oslowo - Prust - Richlawo - Roschanno - Rudtken - Sadrosch - Sandberg - Schellenschin - Schiroslaw - Schirotzken - Schönau - Schwekatowo - Schwetz, Stadt - Sdroje - Skrzinken - Skurzejewo - Sprindt - Suchau - Suchom - Sullnowko - Taschauerfelde - Topolinken - Topollno - Trempel - Treul - Tuschin - Udschitz - Unterberg - Waldau - Warlubien - Weide - Wentfin - Wiersch - Wilhelmsmark - Wintersdorf - Zielonka |

## Gutsbezirke
Zum Kreis gehörten außerdem folgende 85 Gutsbezirke (Stand vom 1. Januar 1908):
- Adlig Salesche
- Bankau
- Bellno
- Berlinchen
- Biechowko
- Bremin
- Briesen
- Bromke
- Bucheck
- Buddin
- Bülowsheide, Oberförsterei
- Bukowitz
- Charlottenthal
- Deutsch Okonin
- Dulzig
- Dziki
- Dzikow
- Ebensee
- Eichenhorst
- Eschendorf
- Falkenhorst
- Gawronitz
- Gellen
- Golluschütz
- Grabowo
- Groddeck
- Groß Plochotschin
- Groß Sibsau, Vorwerk
- Grünfelde, Oberförsterei
- Gruppe
- Gruppe, Truppenübungsplatz
- Hagen, Oberförsterei
- Hasenau
- Hutta
- Jaszcz
- Junkerhof
- Kawentschin
- Klunkwitz
- Koslowo
- Laschewo
- Laskowitz, Gutsbezirk
- Lindenbusch, Oberförsterei
- Lippinken
- Louisenhof
- Lowin
- Lowinneck
- Lubochin
- Luschkowko
- Luschkowo
- Marienfelde
- Marienhöhe
- Mendenau
- Milewo
- Morsk
- Neuenburg, Gut
- Ober Sartowitz
- Osche, Oberförsterei
- Parlin
- Piskarken
- Poledno
- Polnisch Konopath
- Pulkau, Forst
- Pulko
- Rasmushausen
- Rehberg, Oberförsterei
- Rohlau
- Rowinitza
- Sauermühle
- Schewinko
- Schiroslawek
- Schwenten
- Simkau
- Skarszewo
- Splawie
- Stanislawie
- Sternbach
- Stonsk
- Sullnowo
- Supponin
- Surawermühle
- Taschau
- Udschitz
- Warlubien
- Wirry
- Wontrobowo

## Landkreis Schwetz im besetzten Polen 1939–1945

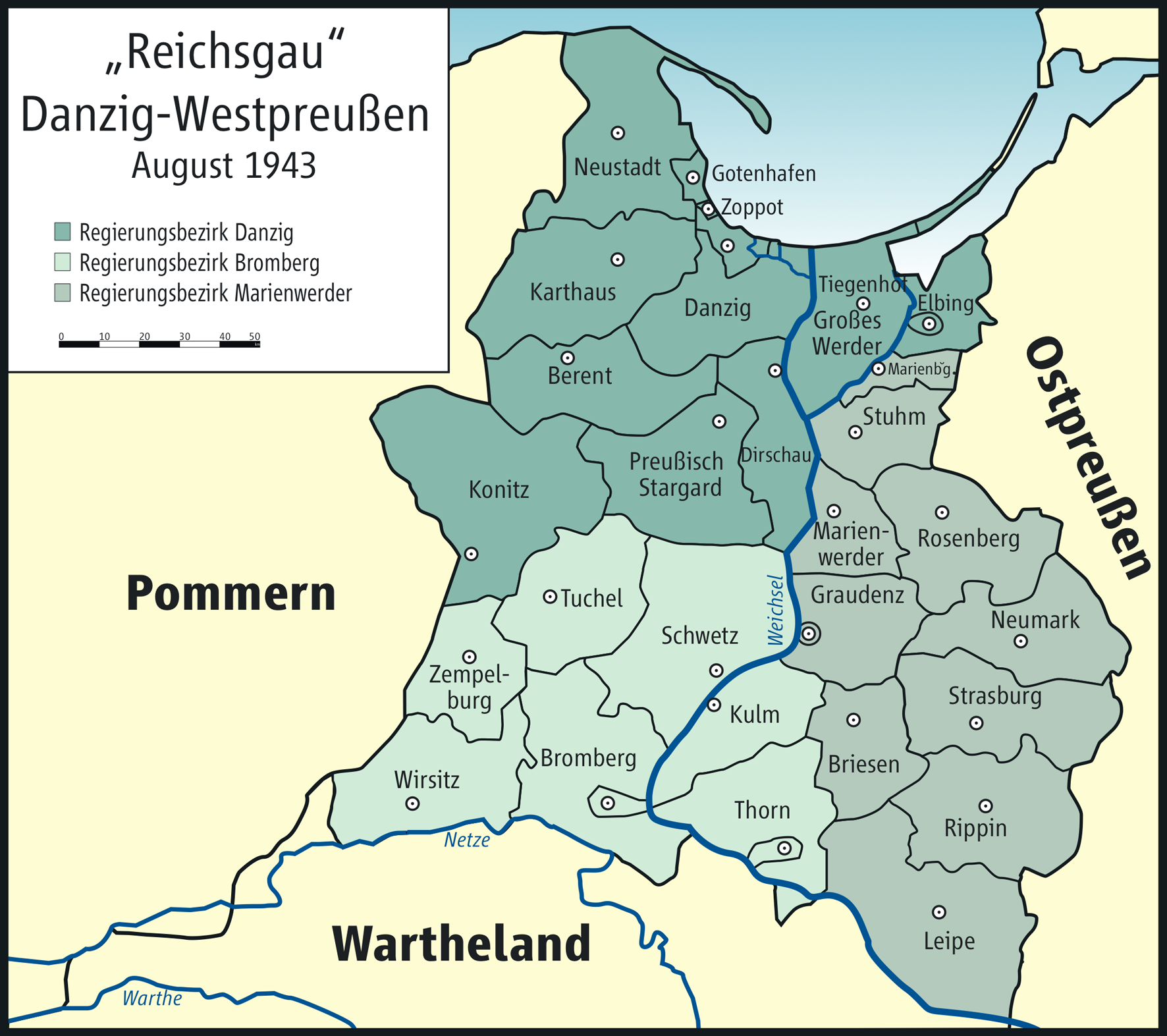
Reichsgau Danzig-Westpreußen (August 1943)

### Verwaltungsgeschichte
Nach dem deutschen Überfall auf Polen wurden 1939 die Städte Neuenburg (Weichsel) und Schwetz (Weichsel) der im Altreich gültigen Deutschen Gemeindeordnung vom 30. Januar 1935 unterstellt, welche die Durchsetzung des Führerprinzips auf Gemeindeebene vorsah. Die übrigen Gemeinden waren in Amtsbezirken zusammengefasst; Gutsbezirke gab es nicht mehr.

### Landräte
- 1941000Rampf (kommissarisch)
- 1941–00Karl Rüsch

### Ortsnamen
Durch unveröffentlichten Erlass vom 29. Dezember 1939 galten vorläufig hinsichtlich der bisher polnischen Ortsnamen die bis 1918 gültigen deutschen Ortsnamen. Diese globale Rückbenennung war möglich, da noch das gesamte deutsche Kartenwerk für die 1920 an Polen abgetretenen Gebiete (auch) die früheren deutschen Ortsnamen weitergeführt hatte. Durch die Anordnung betreffend Änderung von Ortsnamen des Reichstatthalters in Danzig-Westpreußen vom 25. Juni 1942 wurden mit Zustimmung des Reichsministers des Innern alle Ortsnamen germanisiert, entweder in der Form von 1918 oder als lautliche Angleichung oder Übersetzung, zum Beispiel:
- Dritschmin → Dretz
- Brosowo → Brosau
- Bukowitz → Hasenmühl
- Grutschno → Grützen
- Jeschewo → Jeschau
- Lianno → Linne (Westpr.)
- Luschkowko → Luschkau
- Neuenburg i. Westpr. → Neuenburg (Weichsel)
- Prust → Prüst
- Schirotzken → Schrotten
- Schwekatowo → Schweike
- Schwetz → Schwetz (Weichsel)
- Warlubien → Warlieb
- Plewno → Julienhof